# Lophorrhina overlaeti
Lophorrhina overlaeti är en skalbaggsart som beskrevs av Louis Burgeon 1931. Lophorrhina overlaeti ingår i släktet Lophorrhina och familjen Cetoniidae. Utöver nominatformen finns också underarten L. o. collinsi.